# Porcelana de ceniza de hueso

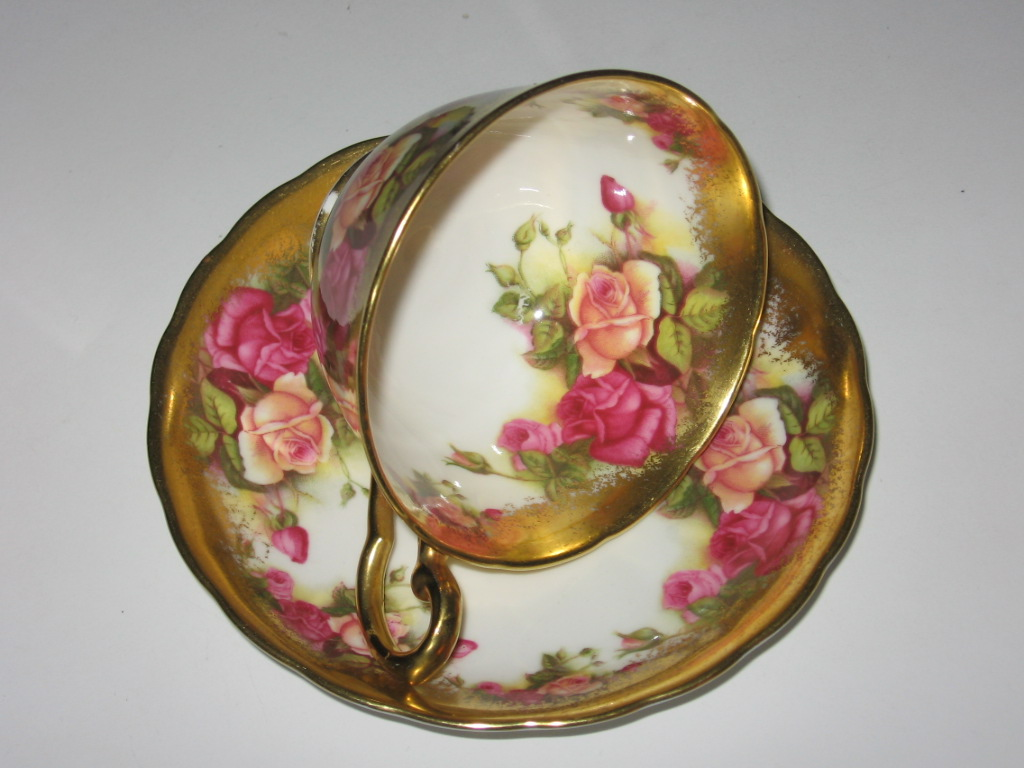
Taza y plato, de porcelana de ceniza de hueso de la fábrica de porcelana de Chelsea, decorada y dorada.

La porcelana de ceniza de hueso también conocida como Bone china, es un tipo de pasta de porcelana fosfática compuesta además del caolín, feldespato y cuarzo, con un mínimo de 30 % de ceniza de hueso, (fosfato de calcio) que se utiliza como fundente. Se caracteriza por su alto grado de blancura y transparencia, por su dureza y su alta resistencia a los golpes, siendo esta unas de las más nobles y mejores porcelanas.

## Historia

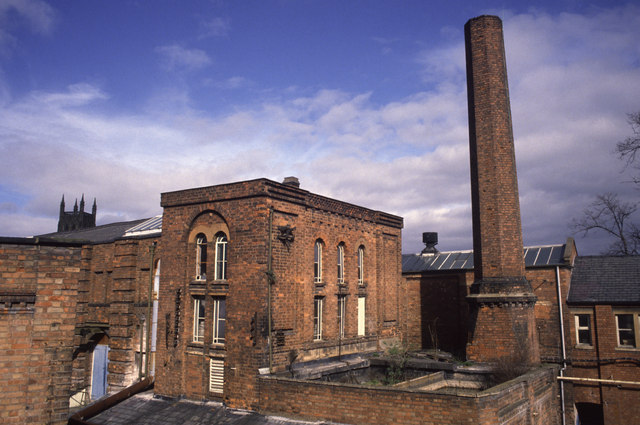
Molino para piedra y huesos, Royal Worcester, Inglaterra, se utilizó junto con su máquina a vapor hasta los años 50.

Los primeros intentos se hicieron por Thomas Frye en la fábrica de porcelana Bow, cerca de Londres en 1748. Su fábrica se encontraba muy cerca de los mataderos de Essex y por lo tanto con fácil acceso a huesos de animales. A pesar de la calidad que consiguió, la fábrica no tuvo el éxito comercial que esperaba en competencia con la porcelana importada de China.
El tipo de la porcelana de ceniza de hueso corresponde a una porcelana blanda, desarrollada por el ceramista inglés Josiah Spode en Stoke-on-Trent, entre 1789 y 1793 para mejorar la resistencia de las producciones de porcelana blandas inspiradas en las elaboradas en Saint-Cloud o Chantilly. Rápidamente fue adoptada por la mayoría de los fabricantes británicos de la época, hasta el punto de conseguir que se conociera en Francia como la «porcelana inglesa».

## Producción
La producción de este tipo de porcelana es similar a la de porcelana dura, salvo que requiere más atención debido a su baja plasticidad y su vitrificación más fina. La fórmula tradicional de esta porcelana es de aproximadamente 25% caolín, 25% de piedra Cornish y 50% de cenizas de huesos. La ceniza de hueso utilizada proviene de hueso de bovino con un bajo contenido en hierro. Estos huesos se trituran antes de ser desgelatinizados, luego se calcinan a 1250 °C para producir la ceniza de hueso. La ceniza entonces se muele en partículas muy finas. El caolín es necesario para dar plasticidad a la pasta y permitir dar forma a los objetos. Esta mezcla se somete a una cocción de aproximadamente 1200 °C.
Este tipo de porcelana consta de dos fases cristalinas, la anortita (CaAl2Si2O8) y el fosfato tricálcicoß- (3CaO.P2O5) embebidas en una gran cantidad de cristal.
Las materias primas de la porcelana de ceniza de hueso son relativamente caras, y la producción exige mucha mano de obra, lo que explica que esta porcelana conserve un estatus de producto de lujo a precios elevados.4